# Церква Різдва Пресвятої Богородиці (Супранівка, ПЦУ)
Церква Різдва Пресвятої Богородиці в Супранівці — парафія і храм Підволочиського благочиння Тернопільської єпархії Православної церкви України в селі Супранівка Тернопільського району Тернопільської области.
Оголошена пам'яткою архітектури місцевого значення.

## Історія церкви
З візитації Луцького єпископа відомо, що в селі існував дерев'яний храм. За часів служіння священника Андрія Хрущевського було засновано Братство тверезості та встановлено пам'ятник на честь скасування панщини. Стара церква мала три бані, стояла на високому підмурівку з півкруглими кам'яними сходами та різьбленим піддашшям.
У 1900 році громада села вирішила звести нову церкву. Будівництво тривало з 1906 по 1908 рік, після чого стару споруду розібрали.
Під час Першої світової війни будівля була майже повністю зруйнована, але її відновили на пожертви місцевих жителів.
У радянські часи храм закрили.
У 1997 році, на престольний празник, парафію відвідав митрополит Тернопільський і Бучацький Василій.
До 100-річного ювілею храму за кошти громади його розписали всередині. На святкування прибув єпископ Тернопільський і Бучацький Нестор.
У 2001 році центральний купол святині перекрили та встановили новий хрест.

## Парохи
- о. Іван Сохоцький (1832),
- о. Олексій Навроцький (1841),
- о. Андрій Хрущевський,
- о. Леонтій Копертинський (1875),
- о. Тим'як,
- о. Семеон Лісничук,
- о. Олександр Тарасюк (1989—1995),
- о. Андрій Осадчук (з березня 1995).